# U 210 (Kriegsmarine)

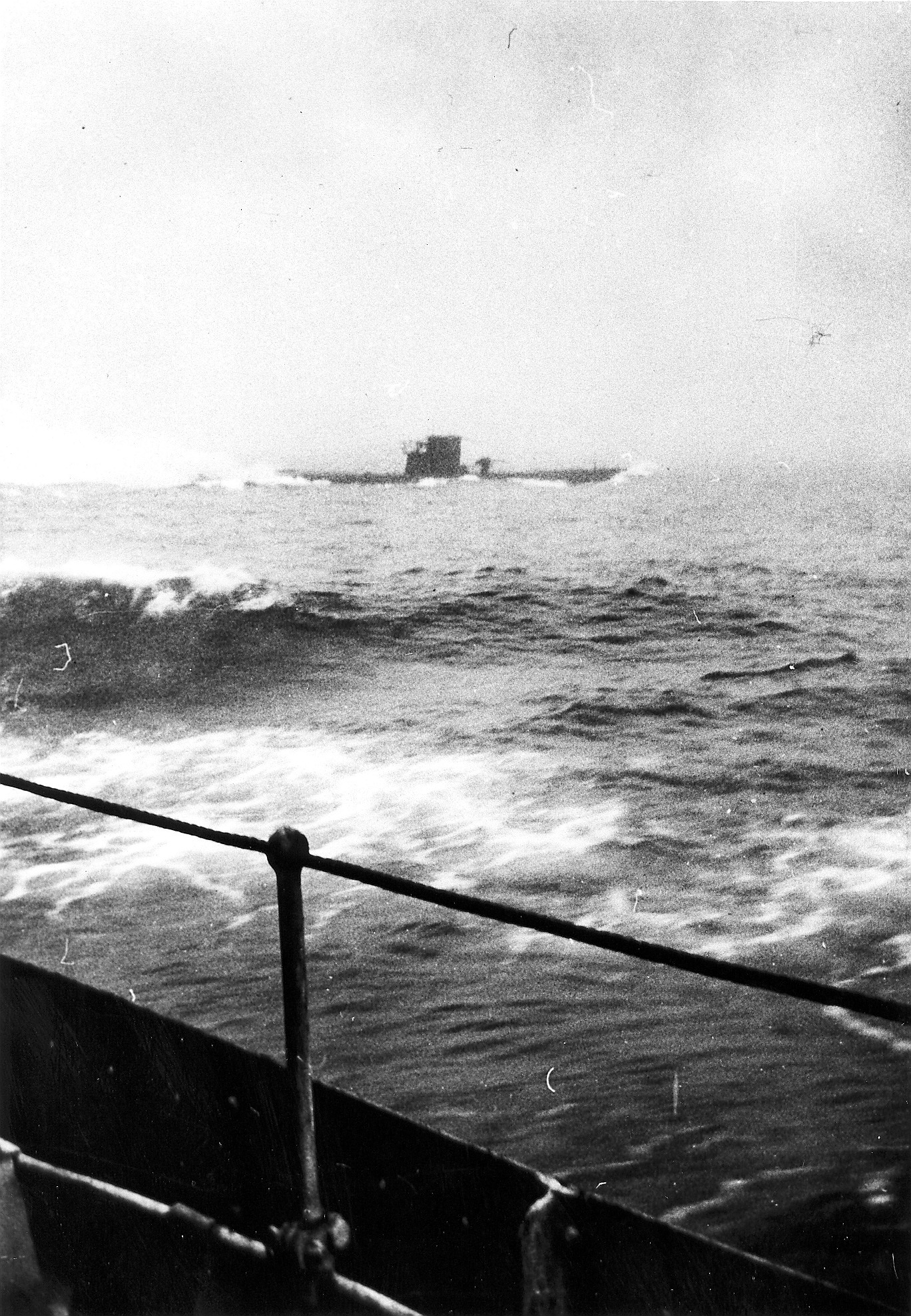
U 210

De U 210 was een U-boot van de Duitse Kriegsmarine tijdens de Tweede Wereldoorlog. De U-boot was van het type VIIC en stond onder commando van korvetkapitein Rudolf Lemcke. De U 210 werd tot zinken gebracht tijdens de aanval op konvooi SC-94 op 6 augustus 1942.

## Laatste missie
Twee aanvallen op konvooien door een "wolfsbende" U-boten in de week van juli 1942 mislukten. De weersomstandigheden waren hiervan de oorzaak, want het eerste konvooi profiteerde van een cycloon en het tweede van dichte mist. Toen maakte de U 593 contact met een ander konvooi, SC-94, dat van Nova Scotia oostwaarts voer, en bleef het konvooi schaduwen. Op 5 augustus 1942 voegden andere U-boten van zijn groep zich bij de U 593, waaronder de U 210 van Lemcke.
Het escorte bestond uit een Canadese torpedobootjager en 6 korvetten. De torpedobootjager moest het konvooi in de steek laten om een aantal vrachtschepen, die in een dichte mist verdwaald waren, terug te brengen naar het konvooi. Tijdens de afwezigheid van de torpedobootjager torpedeerden de U-boten het eerste cargoschip van het konvooi, de Spar. De mist beschermde de Duitse U-boten die aan de oppervlakte voeren.
Op de middag van 6 augustus klaarde de mist plotseling op, en Rudolf Lemcke met de U 210, die aan de oppervlakte voer, bevond zich plotseling vlak bij het konvooi. De torpedobootjager HMCS Assiniboine en het korvet HMS Dianthus, stevenden onmiddellijk op hem af en dwongen de U 210 te duiken. Ze wierpen dieptebommen af en de U 210 raakte beschadigd. In de hoop dat de escorteschepen de jacht hadden opgegeven, bracht Lemcke zijn lekkende U-boot aan de oppervlakte om te proberen met de dieselmotoren snel te vluchten. Hij merkte op dat hij slechts op 5 mijl afstand van HMCS Assiniboine was opgedoken.
Het geluk zat hem echter niet mee, want de mist trok weer weg en de bemanning van de torpedobootjager kreeg de U 210 in het zicht. Opnieuw ging HMCS Assiniboine erop af, verloor de U-boot weer uit het zicht en kreeg die opnieuw in het vizier. Eindelijk kwam de U 210 binnen schootsafstand van de torpedobootjager. Een granaat trof de commandotoren van de U 210, maar die schoot terug met zijn dekkanon. Het vuur van de U 210 deed brand ontstaan aan boord van de torpedobootjager, doodde een matroos en verwondde 13 anderen.
Lemcke liet zijn U-boot zigzag varen om te verhinderen dat de torpedobootjager hem kon rammen en waagde zelfs zo dicht onder de torpedobootjager dat de kanonnen van het oorlogsschip hem niet konden bestrijken. Vlak onder de jager was hij gedurende korte tijd "veilig". Maar dat was geen blijvende oplossing. Als een alternatieve tactiek probeerde hij te duiken. De torpedobootjager gooide zijn roer zo ver mogelijk om en slaagde er ten slotte in de Duitser te rammen. Maar de boeg van HMCS Assiniboine schampte af tegen de romp van de U 210 en toen hij eroverheen voer, werden er vanaf de achtersteven dieptebommen afgeworpen. Uiteindelijk trof een 12 cm-granaat de onderzeeboot in de boeg, en nadat de bemanning hun boot verlaten hadden, verdween de U 210 voorgoed in de golven.
De overlevenden werden gered door HMCS Assiniboine en HMS Dianthus, die net op tijd kwam om het einde van de strijd te kunnen meemaken. De Duitsers hadden echter de voldoening dat ze de torpedobootjager zo zwaar hadden beschadigd, dat de oorlogsbodem het konvooi moest verlaten en naar een basis moest varen.

## Ondergang
De U 210 zonk in de Noord-Atlantische Oceaan, ten zuiden van Cape Farewell, Groenland in positie 54° 24′ 0″ NB, 34° 37′ 0″ WL door rammen, dieptebommen en kanonvuur van de Canadese torpedobootjager HMCS Assiniboine. Bij deze strijd vielen 6 doden, waaronder commandant Rudolf Lemcke, en waren er 37 overlevenden van de U 210. De Canadezen verloren een matroos en er waren 13 gewonden. De torpedobootjager moest zwaar beschadigd terugkeren naar zijn basis.